# Галушка, Иван Филиппович
Ива́н Фили́ппович Галу́шка (род. 1925) — советский учёный-агроном, доктор сельскохозяйственных наук (1970, работа «Повышение урожайности садов»), лауреат премии Всесоюзного химического общества имени Д. И. Менделеева, почетный академик Украинской Национальной академии аграрных наук.

## Биография
Во время голода 1932—1933 гг. осиротел, остался с братом. О братьях заботились супруги, которые перешли жить в их дом после смерти родителей. В Студенке окончил 7 классов, учился в Бобрицком техникуме.
Летом 1941-го его мобилизовали на уборку урожая в Донбассе. Когда Иван вернулся в родное село, там уже были нацисты. Через некоторое время подался в партизанский отряд, которым командовал Владимир Кухарюк. В Красной Армии служил полковым разведчиком, брал «языков» на территории Польши. Весной 1945 года потерпел множественных ранений, один из осколков попал в сердце.
Вернувшись с фронта, продолжил учебу в Бобрицком сельскохозяйственном техникуме. В 1950 году окончил Уманский сельскохозяйственный и педагогический институты.
В течение 1950—1957 гг. работал агрономом научно-исследовательского хозяйства Уманского сельскохозяйственного института.
В 1958—1976 годах — директор Донецкой опытной станции садоводства Украинского НИИ садоводства (Опытное). В советское время был осужден, 6 лет отработал в исправительном лагере.
В 1982 году Иван Филиппович и Евдокия Семеновна вернулись в Студенец. Через несколько лет Евдокия Филипповна умерла.

Зарегистрированы авторские свидетельства, издано 18 книг по садоводству и удобрениям, всего более 100 печатных работ.
Научные направления исследований:
- способы внесения минеральных удобрений в зону основной деятельности корневой системы яблони
- угольные породы терриконов шахт на обогатительных фабриках Донбасса как сырьё для удобрений.

Является автором новых видов многокомпонентных удобрений для сельскохозяйственных культур.
Среди работ:
- «Новые способы внесения минеральных удобрений в плодовых садах», 1956
- «Терриконы дешевых удобрений», 1965
- «Периодичность плодоношения яблони преодолена», 1967, в соавторстве
- «Использование сланцевых пород на удобрения», 1970
- «Сад, огород, пасека», 1973.

### Награды
- орден Славы,
- три медали «За отвагу»
- орден Ленина
- орден Трудового Красного Знамени.